# Castello di Binasco
Il castello di Binasco è il principale edificio difensivo di origine medievale situato a Binasco, in provincia di Milano, in Lombardia.

## Storia e descrizione

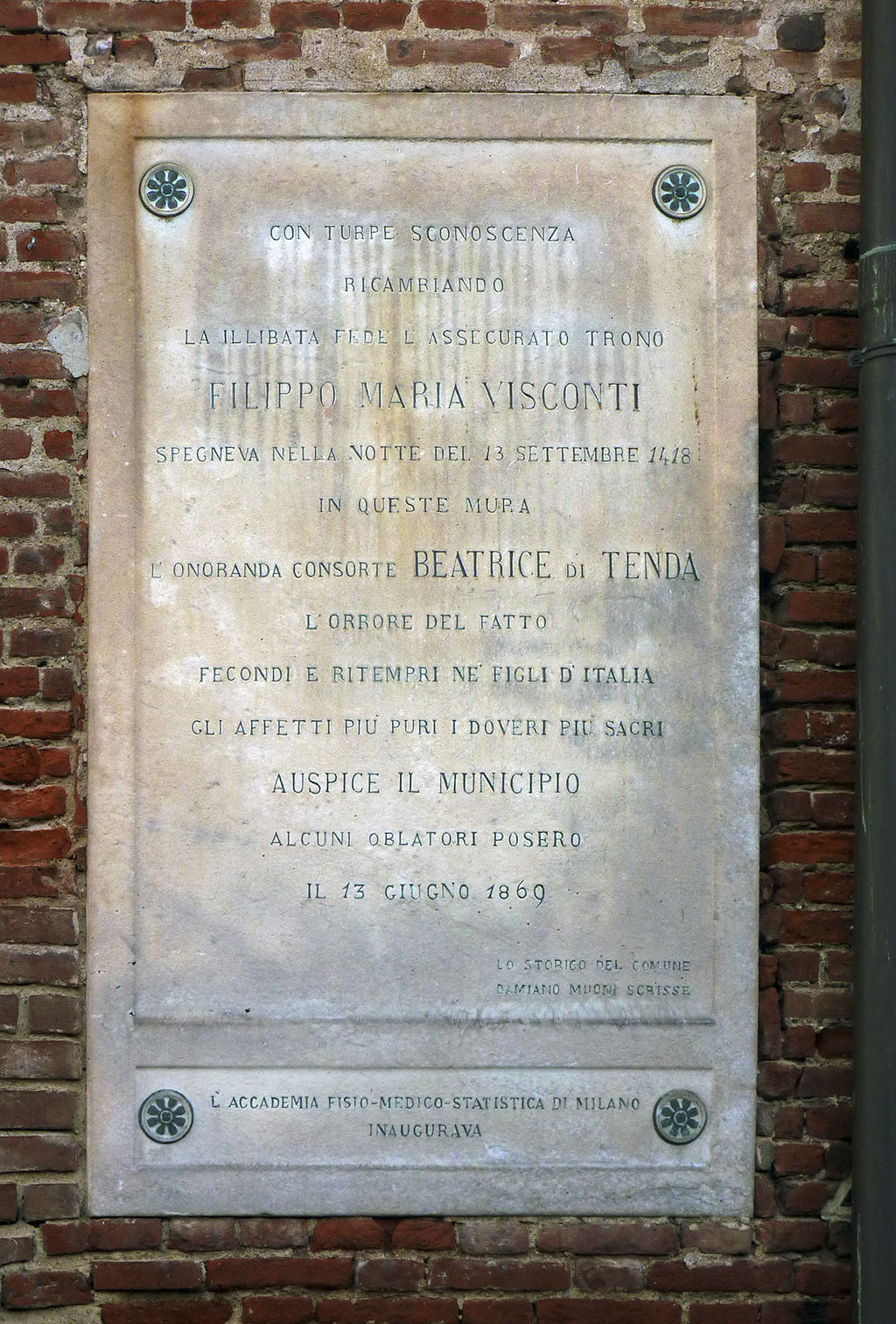
La targa commemorativa apposta dalla comunità di Binasco in ricordo della decapitazione di Beatrice di Tenda.

Le prime notizie relative ad un fortilizio presente nel borgo di Binasco risalgono all'anno 1129 quando questo viene citato in una bolla del vescovo Bernardo. La posizione geografica favorevole di Binasco, posto sull'importante via di collegamento tra Milano e Pavia, fece acquisire una notevole importanza al borgo ed al suo castello che venne ingrandito in particolare sotto il dominio dei Visconti. Filippo Maria Visconti ricevette il castello ed il borgo di Binasco da Gian Galeazzo Visconti come proprio feudo personale e questi vi si ritirò volentieri nel corso della sua vita. Qui, Filippo Maria consumò anche il delitto della sua prima moglie, Beatrice di Tenda, già vedova di Facino Cane, che venne fatta decapitare nella notte tra il 13 ed il 14 settembre 1418 per ordine del duca che l'aveva ingiustamente accusata per poter sposare poi Agnese del Maino, sua amante. Con Beatrice venne decapitato anche il suo paggio, Michele Orombello, accusato di esserne l'amante.
L'episodio storico venne ripreseo nel dramma Beatrice di Tenda, con musica di Vincenzo Bellini e libretto di Felice Romani.
Rielaborato dai Visconti di Modrone e costruito in mattoni, il castello è impostato secondo una pianta rettangolare.
Nel 1796, dopo la discesa di Napoleone in Italia, il castello venne occupato dalle truppe francesi, subendo alcuni danni nel corso dell'incendio del paese tra il 24 ed il 25 maggio di quell'anno.
Le strutture del castello attualmente visibili furono costruite tra la fine del cinquecento e la fine del settecento.
Secondo alcuni, la mancanza di torri nella porzione nordorientale dell'edificio lascia intendere che il castello costituisca un'opera incompiuta.